# エネルギーの単位
エネルギーの単位（エネルギーのたんい、英: units of energy）には、様々なものがある。それは、エネルギーが多様な形態を取ることができ、それにより多数のエネルギーの定義法があるためである。

## 仕事による定義
エネルギーは、等価の仕事により定義できる。国際単位系(SI)におけるエネルギーの単位であるジュール(J)は、「1ニュートン(N)の力がその力の方向に物体を1メートル(m)動かすときの仕事」と定義されており、力の単位と長さの単位から組み立てられている。SI基本単位からは以下のように組み立てられる。
{\displaystyle 1\ \mathrm {J} =1\ \mathrm {kg} \left({\frac {\mathrm {m} }{\mathrm {s} }}\right)^{2}=1\ {\frac {\mathrm {kg} \cdot \mathrm {m} ^{2}}{\mathrm {s} ^{2}}}}
仕事により定義された（力と長さの単位から組み立てられた）エネルギーの単位には、他に以下のものがある。
- CGS単位系のエルグ(erg) = 10−7 J（1ダイン(dyn)の力がその力の方向に物体を1センチメートル(cm)動かすときの仕事）
- MKS重力単位系の重量キログラムメートル(kgf·m) = 9.80665 J
- FPS単位系のフィート・パウンダル(ft·pdl) = 0.0421401100938048 J
- FPS重力単位系のフィート重量ポンド(ft·lbf) = 1.3558179483314004 J

## 仕事率による定義
仕事率は単位時間あたりの仕事なので、逆に仕事率に時間を掛ければ仕事が求められる。電力量の計量によく用いられるキロワット時(kW･hまたはkWh)は、「1時間(h)あたり1キロワット(kW)の仕事率の仕事」と定義される。
仕事率と時間の単位から組み立てられたエネルギーの単位には、以下のものがある。
- キロワット時(kW･h または kWh) = 3.6 MJ
- SI組立単位のワット秒(W･s または Ws) = 1 J
- 米国慣用単位の馬力時(hp·h) ≈ 2.6845 MJ

## 熱量による定義
熱量もエネルギーと等価である。熱量のSI単位は、仕事の単位と同じ「ジュール」または「ワット秒」である。計量法は非SI単位の「ワット時」の使用を認めている。
これ以外に、非SI単位として「カロリー」があり、かつては広く用いられたが、現在では、できるだけ使用せず、もし使用する場合にはジュール(J)の値を併記することになっている。国際単位系(SI)においては、カロリーはSI併用単位にも位置づけられていない。計量法においても、カロリーは栄養学の分野などの特殊の用途にのみ用いることができる単位（計量法#用途を限定する非SI単位）にすぎない。カロリーの由来は「1グラムの水の温度を1度上げるのに必要な熱量」であった。
日本の計量法における特殊の用途に用いる熱量の計量単位には、以下のものがあるが、それぞれ、使用の範囲が限定されている。
- カロリー(cal) = （正確に）4.184 J
  - カロリーは「人若しくは動物が摂取する物の熱量又は人若しくは動物が代謝により消費する熱量の計量」に限って使用できる。
- 英熱量(Btu) = （正確に）1055.06 J  （由来は、質量1ポンドの水の温度を 1カ氏度上げるのに必要な熱量）
  - 英熱量は、航空関係での使用と、ヤード・ポンド法単位表記と法定計量単位表記とが併記されている輸入品の一部にのみ使用できる（ヤード・ポンド法#日本における使用）。

## 核物理学
核物理学・素粒子物理学・高エネルギー物理学においては、エネルギーの単位として電子ボルト(eV)が使われる。電子ボルトは「電子が真空中で1ボルトの電位差を通過することによって得る運動エネルギーである。」と定義されており、その値は正確に1.602176634×10−19 Jである。電子ボルトは計量法上は非法定計量単位であり、取引・証明における使用は禁止されている。
原子単位系のハートリー(hatree)やリュードベリ(rydberg)も、計算においてよく用いられる。

## 分光学
分光学では、エネルギーレベルが波数の単位である毎センチメートル(cm−1)で計測される。毎センチメートルは厳密にはエネルギーの単位ではないが、{\displaystyle E=h\nu =hc/\lambda }（Eはエネルギー、hはプランク定数、νは光の周波数、cは光速度、λは波長）の関係式から波数と光子のエネルギーは比例関係にあり、その比例係数は{\displaystyle \ hc\sim 2\cdot 10^{-23}\ \mathrm {J} \ \mathrm {cm} }である。(アメリカ国立標準技術研究所のCCCBDBの「cm-1」の解説ページでは波数とアヴォガドロ定数個の光子のエネルギーとの比例係数が示されている )。

## 燃料による定義
特定の質量の燃料を燃焼させた時に得られるエネルギーを単位とする。以下のような単位がある。
- 石油換算トン(toe) - 1トンの原油を燃焼させたときに得られるエネルギー。約 42 GJ
- 石油換算バレル(BOE) - 1バレルの原油を燃焼させたときに得られるエネルギー。約 6 GJ
- 石炭換算トン - 1トンの石炭を燃焼させたときに得られるエネルギー。約 29.31 GJ
- ガソリン換算ガロン（英語版） - 1ガロンのガソリンを燃焼させたときに得られるエネルギー。約 120 MJ

100,000英熱量に等しいサーム（約 105.5 MJ）は、100立方フィートの天然ガスを燃焼させたときに得られるエネルギーにほぼ等しい。

## 爆発力による定義
爆発、核爆発により放出されるエネルギーや、火球や隕石の衝突によるエネルギーの総量については、TNT換算がよく用いられる。
1グラムのトリニトロトルエン(TNT)は、爆発により980 - 1100カロリーのエネルギーを放出する。計算を簡単にするために、TNT換算グラムは正確に1000カロリーと定義されており、TNT換算トンは109カロリーとなる。上述のようにカロリーには複数の定義があるが、アメリカ国立標準技術研究所(NIST)では熱力学カロリー（1カロリー = 4.184ジュール）を使用して、TNT換算トンを正確に4.184×109 ジュールとしている。